# Jean-Étienne-Marie Portalis
Jean-Étienne-Marie Portalis (Le Beausset, 1º aprile 1746 – Parigi, 25 agosto 1807) è stato un giurista francese, «uno dei protagonisti della redazione della grande codificazione voluta da Napoleone I».

## Biografia
Fu investito del compito di progettare il Code Civil in qualità di esperto di droit ecrit di base romanistica del Midi (sud) della Francia, insieme agli altri tre giuristi (definiti familiarmente artisans) François Denis Tronchet, Félix Julien Jean Bigot de Préameneu e Jaques Maleville.
Influenzato da Kant e dalla scienza giuridica di area germanica (con la quale venne a contatto durante la proscrizione seguita al colpo di Stato del 18 fruttidoro), si dedicò in particolare al lavoro di stesura del Libro preliminare - in 39 articoli - del Code Napoléon, tagliato e ridotto a Titolo preliminare prima della promulgazione definitiva.
Fu membro dell'Académie française, massone, fu membro della Loggia L'Amitié di Aix-en-Provence.

## Pubblicazioni
- (IT) Jean-Etienne-Marie Portalis, Discorso preliminare al primo progetto di codice civile, trad. it. a cura di R. Calvo, Napoli, Edizioni Scientifiche Italiane, 2013. ISBN 978-88-495-2644-8
- (FR) Jean-Étienne-Marie Portalis, De l'usage et de l'abus de l'esprit philosophique durant le XVIIIe siècle, Paris, Dalloz, 2007, ISBN 978-2-247-07105-0.
- (FR) Jean-Étienne-Marie Portalis, Écrits et discours juridiques et politiques, Aix-en-Provence, Presses Universitaires d’Aix-Marseille, 1988, ISBN 978-2-903089-14-6.